# Mrówkolew południowy
Mrówkolew południowy (Myrmeleon inconspicuus) – gatunek ciepłolubnej sieciarki z rodziny mrówkolwowatych (Myrmeleontidae), podobny do szeroko rozprzestrzenionego w Europie m. pospolitego (Myrmeleon formicarius), a także do m. wydmowego (Myrmeleon bore).
Zwarty zasięg występowania M. inconspicuus obejmuje południową część Europy oraz Bliski Wschód. W Europie Środkowej występuje lokalnie. W Polsce został stwierdzony po raz pierwszy w okolicach Jastarni, pod koniec XX wieku. Drugie stanowisko stwierdzono w okolicach Łeby.
Biologia i ekologia tego gatunku jest podobna jak u Myrmeleon bore. Szczegółowe różnice w budowie larw obydwu gatunków zestawił R. N. Aldini. Na tylnych skrzydłach samców występuje wydzielający feromony narząd Eltringhama.
Mrówkolew południowy jest narażony na wyginięcie ze względu na niestabilność zajmowanych siedlisk. W Polskiej Czerwonej Księdze Zwierząt został zaliczony do kategorii EN (gatunki bardzo wysokiego ryzyka).